# Gadó Anita
Gadó Anita (Székesfehérvár, 1998. augusztus 8. –) magyar színésznő, musicalénekes.

## Életpályája
2016-2020 között a Pesti Broadway Stúdió növendéke volt.17 éves kora óta szinkronizál. 2018-tól szerepelt a Budapesti Operettszínház előadásaiban, később szerepeket kapott a Madách Színházban is.
2022-ben szerepelt a TV2 "Sztárban sztár leszek" című műsorában.
Párja Cseh Dávid Péter színész.

## Színházi szerepei

### Budapesti Operettszínház
- Lady Budapest (Kretschmerné)
- Godspell (Gilmer)
- Abigél (Vitay Georgina)

### Vörösmarty Színház
- Fame (Serena)
- Beatles.hu (Hippi lány)

### Madách Színház
- Nyomorultak (Cosette)
- SIX (Howard Katalin)

### Győri Nemzeti Színház
- Valahol Európában (Suhanc/Éva)
- Evita (Evita)

### Veres1 Színház
- Szép nyári nap (Kovács Júlia)[7]

### Belvárosi Színház
- Rent (Mimi Marquez)

### Egyéb
- Lizzie (Alice)
- Ludas Matyi Jr. (Gizella)